# Софора Ушакова
Софора Ушакова. Обхват 3,34 м, висота 10 м, вік близько 200 років. За легендою посаджена адміралом російського флоту Ф. Ф. Ушаковим на початку ХІХ ст. Росте в Севастополі, Крим, на території пам'ятки природи «Ушакова балка». Дерево необхідно заповісти, захистити і встановити охоронний знак.

## Ресурси Інтернету
- Фотогалерея самых старых и выдающихся деревьев Украины

## Виноски
1. 1 2   Шнайдер С. Л., Борейко В. Е., Стеценко Н. Ф. 500 выдающихся деревьев Украины. — К.: КЭКЦ, 2011. — 203 с.